# Drumsna
Drumsna (iriska: Droim ar Snámh) är en ort i republiken Irland.   Den ligger i grevskapet County Leitrim och provinsen Connacht, i den norra delen av landet, 130 km nordväst om huvudstaden Dublin. Drumsna ligger 52 meter över havet och antalet invånare är 247.
Terrängen runt Drumsna är platt.Runt Drumsna är det ganska glesbefolkat, med 21 invånare per kvadratkilometer. Närmaste större samhälle är Carrick-on-Shannon, 6,1 km väster om Drumsna. I omgivningarna runt Drumsna växer i huvudsak blandskog.